# Ukai
Ukai è una suddivisione dell'India, classificata come census town, di 10.858 abitanti, situata nel distretto di Surat, nello stato federato del Gujarat. In base al numero di abitanti la città rientra nella classe IV (da 10.000 a 19.999 persone).

## Società

### Evoluzione demografica
Al censimento del 2001 la popolazione di Ukai assommava a 10.858 persone, delle quali 5.829 maschi e 5.029 femmine. I bambini di età inferiore o uguale ai sei anni assommavano a 1.072, dei quali 558 maschi e 514 femmine. Infine, coloro che erano in grado di saper almeno leggere e scrivere erano 8.266, dei quali 4.889 maschi e 3.377 femmine.